# Larentia scarata
Larentia scarata är en fjärilsart som beskrevs av Felder 1875. Larentia scarata ingår i släktet Larentia och familjen mätare. Inga underarter finns listade i Catalogue of Life.